# Suore del Verbo Incarnato e del Santissimo Sacramento (Victoria)
Le Suore del Verbo Incarnato e del Santissimo Sacramento (in inglese Sisters of the Incarnate Word and Blessed Sacrament of San Antonio; sigla I.W.B.S.) sono un istituto religioso femminile di diritto pontificio.

## Storia
Le origini della congregazione si ricollegano a quelle dell'ordine fondato nel 1625 da Jeanne Chézard de Matel.
Nel 1866 madre Santa Chiara Valentine, religiosa del monastero dell'ordine a Lione, fondò in Texas la casa di Victoria: il 14 agosto 1939, con decreto della congregazione dei religiosi, il monastero di Victoria fu unito, insieme con le case di Shiner e San Antonio, in una nuova congregazione religiosa di diritto pontificio.

## Attività e diffusione
Le suore sono dedite principalmente all'educazione della gioventù.
La sede generalizia è a Victoria, in Texas.
Alla fine del 2015 l'istituto contava 69 religiose in 8 case.